# Vriesea psittacina
Vriesea psittacina är en gräsväxtart som först beskrevs av William Jackson Hooker, och fick sitt nu gällande namn av John Lindley. Vriesea psittacina ingår i släktet Vriesea och familjen Bromeliaceae.

## Underarter
Arten delas in i följande underarter:
- V. p. decolor
- V. p. psittacina

## Bildgalleri

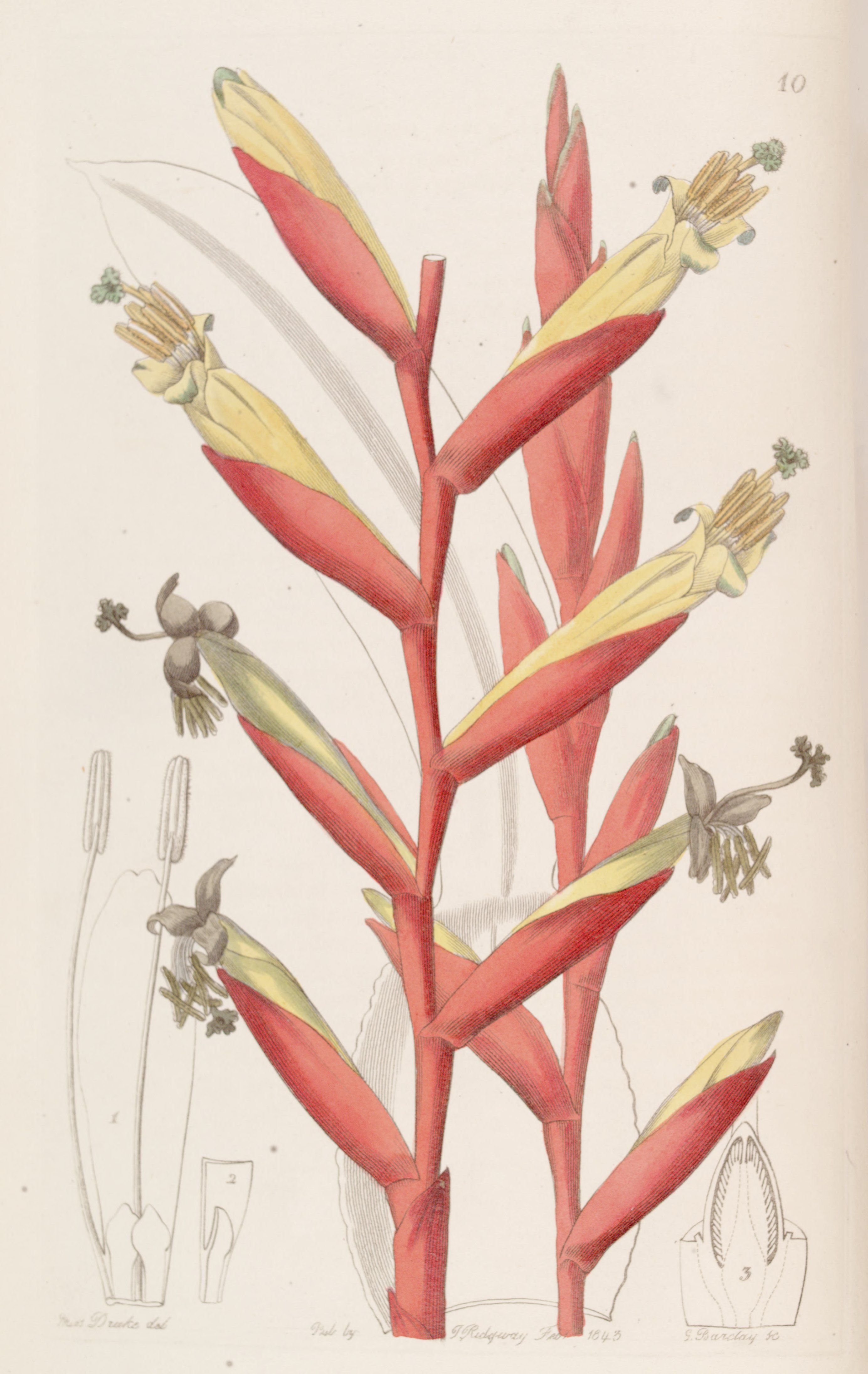